# Elisabeth Prégardier
Elisabeth Prégardier (* 8. Juli 1934 in Essen) ist eine deutsche Autorin und katholische Verbandsfunktionärin. Sie war stellvertretende Geschäftsführerin von Adveniat. Als Autorin widmet sie sich besonders der Rolle der Frauen im Widerstand gegen den Nationalsozialismus.

## Leben
Elisabeth Prégardier wurde zunächst Lehrerin und wurde im September 1963 die erste hauptamtlich angestellte Mitarbeiterin der Bischöflichen Aktion Adveniat. Später war sie mehr als 30 Jahre lang stellvertretende Geschäftsführerin von Adveniat.
Prégardier war Mitglied des Katholischen Deutschen Frauenbunds (KDFB) und leitete als Vorsitzende den KDFB-Diözesanverband im Bistum Essen.
Mit besonderem Engagement widmete sie sich der Erforschung des Widerstands katholischer Frauen gegen den Nationalsozialismus. Zu ihren Schwerpunkten gehörten vor allem die Biografien der Frauen aus dem Umfeld des Umsturzversuches vom 20. Juli 1944 und aus dem KZ Ravensbrück. Ab 1991 organisierte sie gemeinsam mit Anne Mohr und Gisela Multhaupt Begegnungen mit ehemaligen Gefangenen des Frauen-KZ Ravensbrück aus Polen.

„Wer sich auf Ravensbrück einläßt, den läßt Ravensbrück nicht mehr los!“

## Veröffentlichungen (Auswahl)

### Als Verfasserin
- mit Anne Mohr: Politik als Aufgabe. Engagement christlicher Frauen in der Weimarer Republik ; Aufsätze, Dokumente, Notizen, Bilder. Plöger, Annweiler und Essen 1990, ISBN 3-924574-25-1.
- mit Anne Mohr: Wege zum Wesentlichen. Antonie Hopmann (1882–1941). Ein Leben für Frauenbewegung und Sozialpolitik. Plöger, Annweiler und Essen 1991, ISBN 3-924574-59-6.
- mit Anne Mohr: Ernte eines Lebens: Helene Weber (1881–1962). Weg einer Politikerin. Plöger, Annweiler und Essen 1991, ISBN 3-924574-62-6.
- mit Anne Mohr und Roswitha Weinhold: Passion im August (2.–9. August 1942). Edith Stein und Gefährtinnen: Weg in Tod und Auferstehung. Plöger, Annweiler 1995, ISBN 3-924574-67-7.
- Adveniat durchbuchstabiert 33 Jahre in einem kirchlichen Hilfswerk für Lateinamerika. Plöger, Annweiler 1996, ISBN 3-924574-93-6.
- mit Wolfram Krusenotto und Sr. M. Amata Neyer: Mit Edith Stein durch das Heilige Jahr. Gebet – Gedanken – Gedenken. Plöger, Annweiler 1999, ISBN 3-89708-113-X.
- Engagiert: drei Frauen aus dem Ruhrgebiet. Albertine Badenberg – Helene Weber – Antonie Hopmann. Plöger, Annweiler 2003, ISBN 3-89857-171-8.
- mit Renate Krüger: Gertrud von le Fort – Heimat im Norden – 2006. Plöger, Annweiler 2005, ISBN 3-89857-198-X.

### Als Herausgeberin
- mit Anne Mohr: Gertraud Kempken (1903–1976). Gott ist überall. Tagebuch einer Internierung. Plöger, Annweiler und Essen 1992, ISBN 3-924574-63-4.
- mit Anne Mohr: Elf Frauen. Leben in Wahrheit. Margita Schwalbová. Eine Ärztin berichtet aus Auschwitz-Birkenau 1942–1945. Plöger, Annweiler und Essen 1994, ISBN 3-924574-84-7.
- mit Anne Mohr: Maria Rutkowska-Kurcyuszowa: De profundis clamavi = Aus den Tiefen rufe ich. Gedichte. Aus dem Polnischen übersetzt von Anna Mielniczuk-Pastoors und Michael Pastoors. Plöger, Annweiler und Essen 1994, ISBN 3-924574-66-9.
- Elisabeth Gnauck-Kühne (1850–1917). Zur sozialen Lage der Frau um die Jahrhundertwende. Plöger, Annweiler und Essen 1996, ISBN 3-924574-74-X.
- mit Anne Mohr: Maria Grollmuß (1896–1944). Briefe nach Radibor aus dem Zuchthaus Waldheim und dem Konzentrationslager Ravensbrück von 1938–1944. Plöger, Annweiler 2000, ISBN 3-924574-69-3.
- mit Anne Mohr: Eva Salier: Lebensweg einer Koblenzer Jüdin. Aus dem Englischen übersetzt von Lilo Heine. Plöger, Annweiler 2001, ISBN 3-89857-146-7.
- mit Anne Mohr: Gesang aus dem Feuerofen. Frauen-KZ Ravensbrück 1939–1945. Aautobiographische Berichte. Plöger, Annweiler 2002, ISBN 3-89857-068-1.
- mit Anne Mohr: Nanda Herbermann: Der gesegnete Abgrund. Schutzhäftling Nr. 6582 im Frauenkonzentrationslager Ravensbrück. Plöger, Annweiler, 4., erweiterte Aufl. 2002, ISBN 3-89857-094-0
- mit Anne Mohr, in Zusammenarbeit mit den Kreuzschwestern von Hegne: Rosa Helena Vetter: Im Schnittpunkt des Kreuzes. Eine Ordensfrau erlebt Ravensbrück. Autobiografischer Bericht. Plöger, Annweiler 2002, ISBN 3-89857-159-9.
- mit Renate Krüger: Maria Jochum. Behütetes Feuer. Essays, Gedichte und Briefe. Die Frau an der Seite von Eugen Jochum. Plöger, Annweiler 2003, ISBN 3-89857-164-5.
- mit Anne Mohr: Deportiert nach Ravensbrück: Lucia Schmidt-Fels. Bericht einer Zeugin (1943–1945). Plöger, Annweiler 2003, ISBN 3-89857-147-5.
- mit Anne Mohr: Marianne Hapig: Tagebuch und Erinnerung. Plöger, Annweiler 2007, ISBN 978-3-89857-225-5.
- mit Hans Maier: „Vater, wohin gehst du?“ Familienschicksale im Widerstand. Plöger, Annweiler 2010, ISBN 978-3-89857-247-7.
- Josef Weiger: Maria. Die Mutter des Glaubens. Ein Betrachtungsbuch. Plöger, Annweiler 2012, ISBN 978-3-89857-279-8.